# Robert Farle
Robert Farle (né le 16 février 1950 à Bitz) est un homme politique allemand (sans parti, anciennement à l'AfD, auparavant au DKP) et ancien officiel de l'AfD. Il est membre du Bundestag allemand depuis 2021; d'abord en tant que membre du groupe parlementaire AfD et depuis septembre 2022 en tant que non-inscrit. De 2016 à 2021, il a été député du Landtag de Saxe-Anhalt.

## Biographie
Farle a étudié l'économie et la gestion d'entreprise à l'Université de la Ruhr à Bochum de 1968 à 1974. Selon ses propres déclarations, il a ensuite travaillé commercialement dans diverses entreprises. Après la fin de la RDA, Farle se rend à Halle (Saale) et y fonde en 1990 une société de conseil économique et fiscal. De 1999 à 2004, Farle a également étudié le droit à l'Université Martin Luther de Halle-Wittenberg. Après des études de droit, Farle a été admis au barreau.
Farle est président du club de sports nautiques de Seeburg.
Il est divorcé, athée et père de deux enfants.

## Politique

### DKP
Jusqu'en 1992, Robert Farle a été actif pendant 17 ans en Rhénanie du Nord-Westphalie au sein du Parti communiste allemand (DKP). Il a notamment été président de la DKP à l'université de la Ruhr à Bochum et membre du conseil municipal de Gladbeck. Dans les années 1980, Farle travaillait comme fonctionnaire à plein temps dans le district du DKP Ruhr-Westphalie à Essen. En tant que traditionaliste, il combattit résolument le mouvement réformateur des « innovateurs » du DKP. Selon un rapport de T-online, il aurait reçu de l'argent du SED pendant des années grâce à un emploi fictif qu'Erich Honecker avait personnellement approuvé. Après la chute du Mur et la réunification, il utilisa ses anciens contacts communistes à des fins commerciales.

### AfD
En mai 2015, Farle rejoint l'AfD (Alternative pour l'Allemagne). Aux élections régionales de Saxe-Anhalt en 2016, il obtient 30,1% et entre au Landtag de Saxe-Anhalt en tant que candidat de circonscription dans la circonscription de Saale. Il ne s'est pas représenté aux élections régionales de 2021. Aux élections fédérales de 2021, il s'est présenté au mandat direct dans la circonscription de Mansfeld sans figurer en même temps sur la liste régionale de l'AfD en Saxe-Anhalt. Il a remporté le mandat direct avec 25,1% des votes et passe ainsi au Bundestag allemand.
Le 8 septembre 2022, Farle a démissionné du groupe parlementaire AfD et est depuis lors député non-inscrit. Selon Zeit Online, il aurait déjà menacé de quitter ses collègues du groupe parlementaire en lien avec l'attaque russe contre l'Ukraine, en colère contre leur « responsabilité unilatérale » envers le président russe Vladimir Poutine. Farle a diffusé ses thèses en 2022 lors du festival d’été du magazine d'extrême-droite Compact. Selon la radio MDR Saxe-Anhalt, le président de l'association de district Mansfeld-Südharz de Farle, René Meiß, a déclaré à la presse le 9 septembre 2022 qu'il souhaitait imposer des mesures disciplinaires à l'encontre de Farle et qu'il réfléchissait à une procédure d'expulsion du parti parce que Farle n'avait manifesté aucun intérêt. à « se tenir ensemble et à faire preuve d’unité ». Le 3 novembre 2023, il a été annoncé que Farle avait également démissionné du parti AfD.

## Théories du complot
En janvier 2021, Farle a propagé une théorie du complot lors d'une session du Landtag selon laquelle la pandémie de Covid-19 n'avait été inventée que pour permettre une fraude lors des élections fédérales de 2021 en Saxe-Anhalt en falsifiant un nombre de votes par correspondance supérieur à la moyenne. Pendant la pandémie, il a parlé de « dictature du coronavirus » et a répandu à plusieurs reprises des idées complotistes. Dès avril 2020, Farle répandait des mythes sur les « multimilliardaires » qui transformeraient les gens en « cobayes » et « tenteraient de nous espionner via des applications pour téléphones portables ».
En 2022, Farle a affirmé que les « décideurs médiatiques qui se sont livrés à des propos alarmistes au cours des deux dernières années » voulaient désormais « inciter les gens au conflit avec la Russie ». Dans un discours prononcé pour l'émission Aktuelle Stunde au Bundestag le 10 mai 2023, Farle a affirmé : « Le Parti Vert (Alliance 90/Les Verts) est un parti contrôlé par les États-Unis pour détruire notre économie. » Lors d'un discours au Bundestag, il a également affirmé que le président ukrainien Volodymyr Zelensky était un dictateur chargé par les États-Unis de provoquer un changement de régime en Russie.

## Revenus supplémentaires en tant que parlementaire
Avec des revenus supplémentaires d'environ 418 000 € (bruts) depuis le début de la législature en cours, Robert Farle occupe la 6e place dans la liste des parlementaires les plus riches du Bundestag allemand. Farle perçoit des revenus supplémentaires en tant que directeur général de trois cabinets fiscaux.
Farle a reçu à lui seul 220 000 euros de la distribution des bénéfices de la FSW Wirtschaftsberatungs- und Steuerberatungsgesellschaft basée à Halle (Saale). À cela s'ajoutent un total de 130 000 euros de bénéfices distribués par Marcks & Partner, une société de conseil fiscal partenaire à Eisleben.